# Cane (La Paz)
Cane é um município de Honduras, localizado no departamento de La Paz.